# DNA (canção de BTS)
"DNA" é uma música gravada pelo grupo sul-coreano BTS do seu quinto EP Love Yourself: Her e seu terceiro álbum compilado na língua coreana, Love Yourself: Answer (2018). A música foi lançada primeiramente pela Big Hit Entertainment em 18 de setembro de 2017 na Coreia do Sul. Em 6 de dezembro de 2017, foi lançado como um single A-side, junto com "MIC Drop" e "Crystal Snow" no Japão. Em março de 2019, o videoclipe já tinha mais de 700 milhões de visualizações.
"DNA" ficou em 49º na lista da Billboard: 100 Best Songs of 2017. É o único lançamento de um grupo masculino coreano a entrar na lista. Em 2018, a Billboard classificou o número 49 em sua lista de "100 Greatest Boy Band Songs of All Time".
Em 24 de agosto de 2018 "DNA (Pedal 2 LA Mix)" foi lançado no álbum Love Yourself: Answer.

## Composição
Tanto a versão original da música quanto o remix estão no tom de dó menor, tendo 130 batidas por minuto.

## Recepção
Dee Lockett da Vulture afirmou: "'DNA' é um dos melhores singles do ano." Nos Estados Unidos, ele ficou em 37º lugar em vendas após o lançamento. "DNA" tornou-se a primeira música de K-pop a aparecer na lista 'Global Top 50' do Spotify, que é uma lista feita a partir de músicas mais transmitidas de todo o mundo, estreando no número 50. BTS é o primeiro grupo coreano a ser destaque nesta playlist. Em 4 de dezembro de 2017, a Billboard revelou 'DNA' foi a quadragésima nona melhor música do ano, colocando o BTS como o primeiro grupo de K-pop a entrar na lista.
BTS com "DNA" obteve dez troféus de vários programas musicais da Coreia do Sul. Eles ganharam duas triple-crowns, a primeira vez que o BTS conseguiu tal feito.
Em 9 de fevereiro de 2018, "DNA" foi certificado como ouro com meio milhão de unidades vendidas pela RIAA.

## MV
"DNA" começa com um gancho de assobio e ritmo de violão acústico que depois traz uma "explosão" eletrônica melódica. O MV é reforçado por imagens de "DNA" reais, BTS também imita a estrutura química da molécula através da coreografia. Ao contrário de muitos de seus videoclipes, "DNA" é desprovido de qualquer enredo extenso e, em vez disso, apresenta o grupo dançando enquanto se banham em tons vibrantes em uma variedade de cenários aprimorados por CGI.
Após o lançamento, o videoclipe alcançou 21 milhões de visualizações em 24 horas, tornando-se o vídeo mais visto em 24 horas de um grupo de K-pop e o décimo primeiro na maioria dos vídeos exibidos nas primeiras 24 horas de lançamento. Foi também o vídeo de K-pop mais rápido a chegar nos 100 milhões de visualizações, fazendo isso em somente vinte e quatro dias e uma hora. Em dezembro de 2017, é também o videoclipe mais rápido de um grupo de K-pop a chegar nos 200 milhões de visualizações, o que alcançou em menos de três meses. Em 31 de maio de 2020 atingiu 1 bilhão de visualizações e é o segundo vídeoclipe mais visto no YouTube de um grupo de K-pop.
O videoclipe foi produzido pela LUMPENS para a Big Hit e dirigido pelo diretor Choi Yong-suk. A coreografia foi criada por Christopher Martin junto com Keone e Mari Madrid. Outro pessoal importante que ajudou com o videoclipe foi Lee Wonju, que atuou como diretor assistente, diretor de fotografia foi Nam Hyunwoo, Song Hyunsuk trabalhou como supervisor, e Park Jinsil como diretor de arte.

## Performances ao vivo
BTS promoveu a música em vários programas musicais da Coreia do Sul, incluindo Music Bank, Inkigayo, The Show, M Countdown, e Show Champion.
BTS performou seu single "DNA" no American Music Awards em 19 de novembro de 2017, marcando sua estréia na televisão americana. Eles também se apresentaram com "DNA" dia 30 de novembro no The Late Late Show com James Corden, sendo os primeiros artistas coreanos a conquistarem tal ato. Além disso, o BTS apresentou o single no Dick Clark's New Year's Rockin' Eve em dezembro de 2017, o qual foi pré-gravado.

## Créditos
| Os créditos coreanos originais foram adaptadas das notas finais do álbum Love Yourself: Her. - "hitman" bang – produção - KASS – produção, engenheiro de gravação, coro em grupo - Supreme Boi – produção, engenheiro de gravação, coro em grupo, coro - Suga – produção - RM – produção, coro em grupo - J-Hope – coro em grupo - Jungkook – coro - Pdogg – teclado, sintetizador, coro em grupo, arranjo do rap, engenheiro de gravação - Lee Shinseong – coro - Jeong Jaepil – violão - Lee Jooyeong – baixo - Jeong Wooyeong @ Big Hit Studio – engenheiro de gravação - James F. Reynolds @ Schmuzik Studios – engenheiro de mixagem | Os créditos para a versão remix foram adaptadas das notas finais do álbum Love Yourself: Answer. - Pdogg- produtor, coro em grupo, vocal e arranjo do rap, engenheiro de gravação - "hitman" bang- produtor - KASS- produtor, coro, coro em grupo, engenheiro de gravação - Supreme Boi- produtor, coro, coro em grupo, engenheiro de gravação - Suga- produtor - RM- produtor, coro em grupo - Slow Rabbit- produtor, teclado, sintetizador - Jungkook- coro - Lee Shinseong – coro - Lee Taewook- violão - Lee Jooyeong- baixo - J-Hope- coro em grupo - Jeong Wooyeong- engenheiro de gravação - Park Jinse- engenheiro de mixagem |

## Charts
| Chart (2017)                                     | Posição |
| ------------------------------------------------ | ------- |
| Australia (ARIA)                                 | 99      |
| Canada (Canadian Hot 100)                        | 47      |
| France (SNEP)                                    | 76      |
| Finland Download (Suomen virallinen latauslista) | 10      |
| Japan Hot 100 (Billboard)                        | 5       |
| Malaysia (RIM)                                   | 6       |
| New Zealand Heatseeker (RMNZ)                    | 2       |
| Philippines (Philippine Hot 100)                 | 8       |
| Philippines (K-Pop Top 5)                        | 1       |
| Scotland (OCC)                                   | 63      |
| Eslováquia (Singles Digitál Top 100)             | 92      |
| South Korea (Gaon)                               | 2       |
| South Korea (Hot 100)                            | 1       |
| Sweden Heatseeker (Sverigetopplistan)            | 2       |
| UK Independent Singles                           | 12      |
| UK Singles (OCC)                                 | 90      |
| Uruguay (Monitor Latino)                         | 12      |
| US Billboard Hot 100                             | 67      |
| US World Digital Chart (Billboard)               | 1       |

| Chart (2017)                     | Posição |
| -------------------------------- | ------- |
| South Korea (Gaon Singles Chart) | 13      |

## Prêmios e indicações
| Ano  | Programa                       | Categoria                           | Resultado | Ref    |
| ---- | ------------------------------ | ----------------------------------- | --------- | ------ |
| 2017 | Melon Music Awards             | Best Dance                          | Indicado  | [ 44 ] |
| 2017 | Melon Music Awards             | Best Music Video                    | Venceu    | [ 44 ] |
| 2017 | Mnet Asian Music Awards        | Mwave Global Fans' Choice           | Indicado  | [ 45 ] |
| 2017 | Mnet Asian Music Awards        | Best Dance Performance – Male Group | Indicado  | [ 45 ] |
| 2017 | Mnet Asian Music Awards        | Qoo10 Song of the Year              | Indicado  | [ 45 ] |
| 2018 | 15th Korean Music Awards       | Song of the Year                    | Indicado  | [ 46 ] |
| 2018 | 15th Korean Music Awards       | Best Pop Song                       | Indicado  | [ 46 ] |
| 2018 | 13th Radio Disney Music Awards | Best Song That Makes You Smile      | Venceu    | [ 47 ] |

| \| Prêmio \| Data \| \| ----------------------- \| --------------------- \| \| Weekly Popularity Award \| 2 de Outubro de 2017 \| \| Weekly Popularity Award \| 9 de Outubro de 2017 \| \| Weekly Popularity Award \| 16 de Outubro de 2017 \| \| Weekly Popularity Award \| 23 de Outubro de 2017 \| \| Weekly Popularity Award \| 30 de Outubro de 2017 \| |                       |
| Prêmio | Data                  |
| Weekly Popularity Award | 2 de Outubro de 2017  |
| Weekly Popularity Award | 9 de Outubro de 2017  |
| Weekly Popularity Award | 16 de Outubro de 2017 |
| Weekly Popularity Award | 23 de Outubro de 2017 |
| Weekly Popularity Award | 30 de Outubro de 2017 |

## Histórico de lançamentos
| Região | Data de lançamento    | Formato                    | Versão   | Gravadora                              | Ref.   |
| ------ | --------------------- | -------------------------- | -------- | -------------------------------------- | ------ |
| Várias | September 18, 2017    | Digital download streaming | Coreana  | Big Hit Entertainment                  | [ 48 ] |
| Japão  | 6 de Dezembro de 2017 | Digital download streaming | Japonesa | Big Hit Universal Japan Virgin Def Jam | [ 49 ] |